# El Qahoua ouel Atay
El Qahoua ouel Atay (« le café ou le thé ») est une musique de chaabi algérois, style citadin populaire algérien, qui est interprétée par Hadj M'rizek. Elle raconte une joute oratoire du thé et du café arbitrée par un cadi (juge). L'écriture de la première forme du qacida (poème) est attribuée initialement au poète algérien Mohamed Remaoun.

## Paroles
« دخلوا مداعيين للقاضي شو صباح
قالوا له يا حاكم القدر
تحكم بيناتنا ولا تعمل حيلة
لأنك قاضي بلا دراهم
لا تقبل شي كراء ولا تعمل شي مزاح
حكمك من مولاي بالنصر
و أعطاك الله من احكامه الجليلة
قال: آتوا بكلامكم ثم
واللي عنده شي اخبار غير يعيد ويرتاح
واللي له الحق ينتصر
واللي مغلوب ياك يرضى بالقيلة
انطق التاي للحاكم
قال : أنا اليوم عاد شرابي مباح
ما نشبه شي حالة الخمر
شربوني جميع الناس التفضيلة
نشفي من هو عليل ساقم
شربي للملاح فيه الراحة والراح
في شي ريحة من العطر
مع النعناع مخلط بالزنجبيلة
في شي حكمة للألم
جميع اللي لقيته داخل في الاشباح
نزول الضر و الكدر
و نهبط جميع الماكلة االي ثقيلة
في زهو البال و الكرايم
الطلبة مخلطة والعلماء الفصاح
والبراد يشلوش النظر
و الكيسان ظراف زادوا لي تشعيلة
و البقراج بحال الصوارم
و الصينية على كراسي عيدان ملاح
و البابور يفور بالجمر
و الشمع يضويوا كثير في هذه الليلة
شربوني الاشراف و الكرايم
اهل السر العظيم و الأولياء الصلاح
اهل الزهو والناس والقدر
ذوك اللي قاع ما فيهم تبديلة
و انتي كيفاش يا الخادم
ضحيت تضادي لون الوان الوضاح
ما لك جاوبيني بالجهر
ياك انت غير خديمة قليلة
ما فيك لا نشوة ولا نسايم
يغيظوا فيك الفناجل همة و شباح
يواتيك فناجل الحجر
وإلا قدوح الطين موزون بكيلة
قالت له : جزاك يا الشاتم
قصر من الكلام والا تتسمى مباح
انا اللي طبي مشتهر
نبري المريض من علاله الطويلة
نشفي من هو عليل ساقم
نبري من علايله من ضره يرتاح
نبري من الصداع والسطر
والسهرة تكون للنوم الطويلة
كيف يكثر السهر يا الفاهم
ما يبقى من يساومك في سوقك براح
توالم للبعير والبقر
ياك انتي حشيشة مصبوغة كالنيلة
مر كما الحنضل في الفم
لو ما السكر ما يشربه حتى الصراح
جميع اللي يشربك ينقهر
و انا طبي نعالجه بالتحليلة
قال القاضي كي تكلم :
يزيكم يا كرام قاع دواكم نجاح
لكن التاي خصايله كثر
ياك انتي رخيص سومك وسهيلة
التاي نزاهة مع الكرايم
الجلسة تزيد فيه همة و افراح
خلقه ربي كامل القدر
و اعطاه الله حسن الصورة الجميلة
صلى الله على النبي وسلم
و على آله مع اصحابه الصحابة الرجاح
عمر وعثمان و بوبكر
انصار النبي مع على بو تفضيلة
نتوسل للغني الدايم
باهل السر العظيم والأولياء الرجاح
تغفرلي وجميع من حضر
وتنصرنا جميع في هذه الليلة »
— Mohamed Remaoun et tel qu'interprétée par Hadj Mrizek, Référence

« Oh homme sensé, écoute mon histoire et comprend la !
Par une belle matinée printanière de l’an mille dans la lumineuse ville de Cordoue, se présentèrent devant le juge, deux éternels rivaux ; le café et le thé.
Il faut préciser qu’en arabe, le mot café se prononce : Qahwa qui est une connotation féminine.
Alors, dans cette sublime ville qu’était Cordoue, ville de la connaissance des sciences et des arts, ville où la civilisation islamique était à son summum, ville éclairant l’Europe de son savoir, existait un juge très connu pour son impartialité et sa probité ; c’était le juge Omar Ben Haq.
Reprenant mon histoire, je vous narre la suite.
Toutes les franges de la société étaient présentes. La salle était pleine à craquer. Habits de soie et habits de toile, senteurs de jasmins émanant des belles andalouses et odeurs de sueurs se mélangeaient dans un énorme brouhaha. Toute la ville était là, personne ne voulait rater l’audience.
Soudain, le juge entra dans la salle, majestueux dans sa robe de satin, d’un vert olive, le turban posé fièrement sur la tête il prit place et intima à l’assistance, le silence. D’un signe de tête il ordonna aux deux protagonistes d’exposer leurs griefs.
EL Qahwa (le café) et le thé arrivés devant le Qadi (juge) le saluèrent par ces propos :
- Oh Qadi respectable, nous te considérons comme arbitre équitable, car tu es Incorruptible, tu ne te laisse acheter ni ne prend aucune décision à la légère, grâce au Seigneur, tu jugeras avec succès notre différent car Dieu t’a confié une partie de ses pouvoirs.
Le Cadi, agacé par tant de verbiages leur répondit en ces termes :
- Je vous écoute, trêve de bavardage, si vous avez quelque chose à dire, parlez sans inquiétude ; celui qui a raison l’emportera, et bien entendu, le perdant acceptera le verdict.
Le thé prit le premier la parole se faisant son propre avocat.
- Aujourd’hui, il est permis de me boire, dit ‘il, je n’ai rien de commun avec le vin, je suis la boisson des hommes honorables, en moi se trouve une vertu contre toutes les maladies que je rencontre à l’intérieur du corps de celui qui me boit. Je dissipe douleur et tristesse.
Continuant sa plaidoirie, le thé dit :
- Je facilite la digestion de tous les aliments lourds, je guéris les personnes souffrantes et aux hommes de bien, qui me boivent, j’apporte détente et repos.
- Je contiens un brin de fragrance de menthe et de gingembre. Pour me préparer on utilise une théière ressemblant à une tiare, posée sur un brasero rempli de braises ardentes et on utilise un plateau ciselé reposant sur un trépied en bois précieux sur lequel sont délicatement posés des verres aux couleurs chatoyantes ajoutant ainsi, à mon miroitement. Alors comment ? toi, servante, voilà que tu veux rivaliser d’éclat envers moi, lança-t-il en direction d’El qahwa.
- Pourquoi élever le ton avec moi, tu n’es qu’une pauvre servante, après tout !
Tu ne procures ni extase, ni n’exhales aucun parfum, tu n’es pas digne des tasses de solennités et d’apparat, ce qui te convient, ce sont des tasses de pierre ou des bols d’argile vendus au poids, termina-t-il ainsi sa longue diatribe
- Dieu récompensera tes injures comme il se doit, répliqua el qahwa, abrège tes propos et ne te proclame pas licite car c’est ma médecine à moi, qui est renommée, je guéris le malade de ses longues maladies. Aux hommes de bien qui me boivent, continua el qahwa, j’apporte détente et repos, je dissipe migraine et douleur.
Et les soirées avec moi peuvent durer longtemps, je facilite la digestion de tous les aliments lourds. Et, sarcastique, el qahoua dit au thé :
- Lorsque les veillées se multiplieront, oh esprit subtil, aucun courtier ne t’achètera au marché car tu es bon pour les chameaux et lesbœufs puisque tu es pareil à l’indigo ; tu n’es qu’une herbe colorée.
Après avoir écouté attentivement les plaidoiries d’el qahoua et du thé, el cadi leur répondit, en lissant pensivement sa petite barbe blanche, en ces termes :
- Cessez, nobles gens ! Certes, vous êtes tous deux des remèdes efficaces, mais le thé possède des vertus plus nombreuses car toi ; el qahoua, tu es bon marché et accessible par tous, le thé, quant à lui est fait pour le divertissement des gens de bonne compagnie qui se savent se délecter de ce nectar béni. En effet, continua le cadi, le thé ajoute son charme à la quiétude et à la joie des réceptions, Dieu Tout Puissant l’a créé ainsi et l’a doté d’un aspect splendide. »
— Référence